# Seznam avstralskih astronavtov
Seznam avstralskih astronavtov.

## C
- Philip K. Chapman

## S
- Paul D. Scully-Power

## T
- Andy Thomas (avstral.-amer.)